# Eukritta
Eucritta melanolimnetes – wczesnokarboński płaz, którego skamieniałości odnaleziono w kamieniołomie East Kirkton koło Edynburga. Nazwa zwierzęcia nawiązuje do klasycznego filmu grozy z lat pięćdziesiątych Potwór z Czarnej Laguny.
Charakterystyczne u Eucritty jest to, że pod względem antomicznym przypomina dwa różne rzędy podgromady Labyrinthodontia, to jest antrakozaury (podniebienie i kości obręczy barkowej) oraz temnospondyle (niektóre cechy czaszki).